# Biobío (provins)
Provincia de Biobío är en provins i Chile.   Den ligger i regionen Región del Biobío, i den södra delen av landet, 500 km söder om huvudstaden Santiago de Chile. Antalet invånare är 373 981. Arean är 14 988 kvadratkilometer.
Terrängen i Provincia de Biobío är bergig österut, men västerut är den kuperad.
Provincia de Biobío delas in i:

- Alto Biobio
- Antuco
- Cabrero
- Laja
- Los Ángeles
- Mulchén
- Nacimiento
- Negrete
- Quilaco
- Quilleco
- San Rosendo
- Santa Bárbara
- Tucapel
- Yumbel

I omgivningarna runt Provincia de Biobío växer i huvudsak städsegrön lövskog. Runt Provincia de Biobío är det mycket glesbefolkat, med 6 invånare per kvadratkilometer.